# Antje Buschschulte
Antje Buschschulte (n. 27 decembrie 1978, Berlin, RDG) este o înotătoare germană, medaliată olimpică. A participat la 4 ediții ale Jocurilor Olimpice (1996, 2000, 2004, 2008) în care a câștigat 5 medalii de bronz.